# Амадалиев, Маматкалык
Маматкалык Амадалиев (1926 год, село Кыла — 1997 год, село Кыла, Ноокенский район, Джалал-Абадская область) — хлопковод, бригадир хлопководческой бригады колхоза имени Калинина Ленинского района Ошской области, Киргизская ССР. Герой Социалистического Труда (1972). Отличник сельского хозяйства Киргизской ССР (1972).

## Биография
Родился в 1926 году в крестьянской семье в селе Калы.
Трудовую деятельность начал 15-летним подростком в 1941 году на хлопковых полях колхоза имени Калинина Ленинского района. С 1942 года работал учётчиком. С 1951 года возглавлял хлопководческую бригаду.
Бригада Маматкалыка Амадалиева собрала в 1971 году на участке площадью 121 гектаров в среднем по 40 центнеров хлопка-сырца с каждого гектара и в 1972 году — на участке площадью 119 гектаров в среднем по 46 центнеров хлопка-сырца с каждого гектара. Указом Президиума Верховного Совета СССР от 14 декабря 1972 года «за большие успехи, достигнутые в увеличении производства и продажи государству хлопка, и проявленную трудовую доблесть на уборке урожая» удостоен звания Героя Социалистического Труда с вручением ордена Ленина и золотой медали «Серп и Молот».
После выхода на пенсию проживал в родном селе, где скончался в 1997 году.